# 达里娅·瑙马娃
达里娅·谢尔盖耶夫娜·瑙马娃（1995年8月26日—），白俄罗斯女子举重运动员，2016年夏季奥林匹克运动会女子75公斤级银牌得主、2018年世界举重锦标赛女子81公斤级银牌得主、2019年欧洲举重锦标赛女子76公斤级金牌得主。